# Алеко (остров)
Вижте пояснителната страница за други значения на Алеко.
Алеко (или Табан) е остров на България в Област Русе, община Русе, разположен от 472 до 480 km по течението на река Дунав. Площта му е 2,9 km2, която му отрежда 7-о място по големина сред българските острови.
Островът наподобява дълъг език с дължина от 7,4 km и максималната ширина 0,6 km. Югозападният му край се намира на 2 km северно от гр. Мартен и на 1 км северозападно от с. Сандрово, а североизточният му край е на 2 km западно от с. Ряхово и на 3 km северно от гр. Сливо поле.
Отстои на 200 – 300 m от българския бряг при крайдунавската низина Побрежие. Максималната му надморска височина е 25 m и се намира в централната част на острова, представлявайки денивелация от около 10 m над нивото на реката.
Образуван е от речни наноси с алувиални почви, обрасъл главно с топола. Преди 1989 г. на острова е имало обработваеми земи. Източната част на острова попада в защитената местност „Алеко-Телика“.

## Топографска карта
- Лист от карта K-35-5. Мащаб: 1 : 100 000.